# غلامرضا افخمی
غلامرضا افخمی (۱۳۱۴ – ۵ شهریور ۱۴۰۳) پژوهش‌گر ارشد و مدیر پژوهش‌های علوم اجتماعی و مطالعات بین‌الملل در بنیاد مطالعات ایران و از بنیان‌گذاران این نهاد بود. بنیاد مطالعات ایران یک نهاد پژوهشی مستقر در مریلند است که به مطالعه تاریخ، فرهنگ، اقتصاد و سیاست ایران می‌پردازد. وی همسر مهناز افخمی بود.

## زندگی‌نامه
غلامرضا افخمی در سال ۱۳۱۴ در تهران زاده شد. او تحصیلات متوسطه خود را در دبیرستان البرز به پایان برد و در سال ۱۳۳۳ برای ادامه تحصیل به آمریکا رفت. او در آغاز به دانشگاه کالیفرنیا، برکلی و سپس دانشگاه کلرادو رفت تا تحصیلات خود را در مقطع دکتری علوم سیاسی به پایان برساند. او در دوران تحصیل با مهناز ابراهیمی (بعدها مهناز افخمی) آشنا شد و با او ازدواج کرد.
غلامرضا افخمی پس از پایان تحصیلات در آمریکا در سال ۱۳۴۳ به ایران بازگشت. او از سال ۱۳۴۵ تا ۱۳۵۷ استاد علوم سیاسی جذب دانشگاه ملی ایران شداو بین سال‌های ۱۳۴۵ تا ۱۳۵۷ استاد علوم سیاسی و تا سال ۱۳۵۳ رئیس دانشکده اقتصاد و علوم سیاسی دانشگاه ملی ایران (دانشگاه شهید بهشتی فعلی) بود. وی از ۱۳۵۳ تا ۱۳۵۴ معاون وزیر کشور و از ۱۳۵۴ تا ۱۳۵۷ دبیرکل سازمان پیکار با بی‌سوادی (به ریاست محمدرضا پهلوی) بود.
غلامرضا افخمی از هنگام پیروزی انقلاب تا مهر ۱۳۵۸ به صورت پنهانی در ایران ماند و سپس به آمریکا رفت.
افخمی از سال ۱۹۸۰ تا ۱۹۸۳ پژوهشگر میهمان در مؤسسه هوور در زمینه انقلاب، جنگ و صلح در دانشگاه استنفورد بود. هنگامیکه مهناز افخمی با پشتیبانی اشرف پهلوی بنیاد مطالعات ایران را پایه‌گذاری کردند افخمی نیز به آن بنیاد پیوست و برای رشد این بنیاد تلاش کرد. از جمله این کارها پروژه تاریخ شفاهی ایران بود. چاپ یازده جلد کتاب با ویراستاری غلامرضا افخمی، سازماندهی برنامه‌های نوروزی با مؤسسه اسمیتسونین، برنامه‌های نمایش فیلم به همراه دعوت از فیلمسازان ایرانی، برگزاری نمایشگاه از آثار عکاسان و نقاشان معاصر ایران، و راه‌اندازی کمیته‌ای برای اهدای جایزه به پایان‌نامه‌های دانشگاهی در ارتباط با ایران (از ۱۳۶۳ تا ۱۴۰۰) از دیگر این فعالیت‌ها بودند. او همچنین در آنجا به مطالعه مسائل توسعه در جهان سوم، سخنرانی در مورد درگیری و توافق در روابط آمریکا با کشورهای خاورمیانه پرداخت و متنی دربارهٔ انقلاب اسلامی ایران تهیه کرد.

## درگذشت
علیرضا افخمی در ۲ سال پایانی زندگی خود درگیر سرطان بود. او در ۵ شهریور ۱۴۰۳ در مریلند آمریکا درگذشت.

## آثار

### به انگلیسی
- The Iranian Revolution: Thanatos on a National Scale (1985) ISBN 978-0-916808-28-0
- The Nature of the Pahlavi Monarchy in Iran, in Peter Chelkowski and Robert Pranger, Eds.
- Power and Conflict in the Middle East (1987)
- The Oral History Collection of the Foundation for Iranian Studies, co-edited with Seyyed Vali Reza Nasr (1991), among others.

### به فارسی[۶]
- سلسله‌ای در توسعه اقتصادی و اجتماعی ایران، ۱۹۴۱–۱۹۷۸[۷]
- توسعه خوزستان (۱۹۹۵)
- برنامه انرژی اتمی ایران (۱۹۹۷)
- سیر تحول سیاست نفتی ایران (۱۹۹۸)
- ایدئولوژی، فرایند و سیاست در برنامه‌ریزی توسعه ایران (۱۳۷۸)
- سیر تحول صنعت گاز ایران (۱۳۷۸)
- سیر تحول صنعت پتروشیمی ایران (۱۳۸۰)
- ایدئولوژی، سیاست و فرایند در توسعه اقتصادی ایران، ۱۹۶۰–۱۹۷۵ (۱۳۸۰)
- زنان، دولت و جامعه در ایران، دو جلدی (۲۰۰۲، ۲۰۰۳)
- زندگی و زمانه شاه (زمستان ۲۰۰۸-۲۰۰۹) نشر دانشگاه کالیفرنیا پرس، برکلی[۸][۹]